# Silvano (pai de Rufino)
Silvano (em latim: Silvanus) foi um oficial bizantino do século V, ativo durante o reinado dos imperadores da dinastia leonina. Era pai do general Timóstrato e do general e diplomata Rufino, notórios oficiais que desempenhariam importante papel nas guerras bizantino-sassânidas do século VI. Nada se sabe sobre sua carreira, exceto que estava familiarizado com o xá sassânida Perozes I (r. 459–484).